# Карл I (король Вюртембергу)
Карл I (нім. Karl I.), повне ім'я Карл Фрідріх Александр (нім. Karl Friedrich Alexander), (нар. 6 березня 1823 — пом. 6 жовтня 1891) — король Вюртембергу у 1864—1891 роках. Син попереднього короля Вюртембергу Вільгельма I та вюртемберзької принцеси Пауліни.

## Біографія
Народився 6 березня 1823 року у Штутгарті. Був другою дитиною та єдиним сином в родині короля Вюртембергу Вільгельма I та його другої дружини Пауліни Вюртемберзької. Мав старшу сестру Катерину та молодшу — Августу.
Навчався в Тюбінгенському та Берлінському університетах. Здійснив поїздки Голандією, Британією, Італією, Австрією та Німеччиною.
18 січня 1846 року в Палермо заручився з російською великою княжною Ольгою Миколаївною. 13 липня у Петергофі відбулося їхнє весілля. 23 вересня пара урочисто прибула до Штутгарта. Дітей не мали. Літньою резиденцією подружжя слугувала вілла Берг у Штутгарті. Від 1863 року виховували небогу Ольги, велику княжну Віру Костянтинівну. Кілька разів принц був центром скандалу через близькі знайомства з чоловіками.
Став королем у 1864 році. Був більш ліберальним правителем, ніж його батько. Замінив головного міністра Йозефа фон Ліндена на Карла фон Варнбюлера.
Зовнішня політика в перші роки правління пройшла шлях від союзу з Австрійською імперією та союзу з Пруссією. У 1866 році визнав розпуск Німецького Союзу.
Підтримав Австрію в Австро-прусській війні. Однак, після битви під Садовою уклав із Пруссією таємний військовий договір, який було оприлюднено у 1867. Втім, двір, уряд та народ офіційно зайняли антипрусську позицію.
Усередині країни правив у постійній згоді з ландтагом. У вересні 1870 року фактичним головою уряду було призначено Германа фон Мітнахта.
1 січня 1871 року вступило в силу приєднання Вюртемберга до Північнонімецької конфедерації, але дуже скоро королівство увійшло до складу Німецької імперії. Наслідком цього стало істотне обмеження суверенітету королівства. Вюртемберг втратив колишню міжнародну позицію, але отримав більшу безпеку як всередині, так і зовні держави. Поштові та телеграфні служби, фінансовий суверенітет, культурне управління та управління залізницею залишалися внутрішніми, так само як і право на власну військову адміністрацію.
Від 1878 року, маючи слабке здоров'я та страждаючи на депресії, Карл періодично усамітнювався для приватного життя, виїжджаючи за кордон, наприклад, до Ніцци. При цьому він нехтував зобов'язаннями правителя, як стверджується, одного разу в нього накопичилося до 800 непідписаних документів. З одного боку, це було незручно для адміністрації, з іншого боку — дуже зручно для уряду, оскільки він міг керувати в основному без втручання монарха.
Помер 6 жовтня 1891 року у Штутгарті.

## Особисте життя
У подружжя не було дітей, можливо, через гомосексуальність Карла. 1870 року Ольга та Карл I усиновили племінницю Ольги Віру Костянтинівну, доньку її брата, великого князя Костянтина.

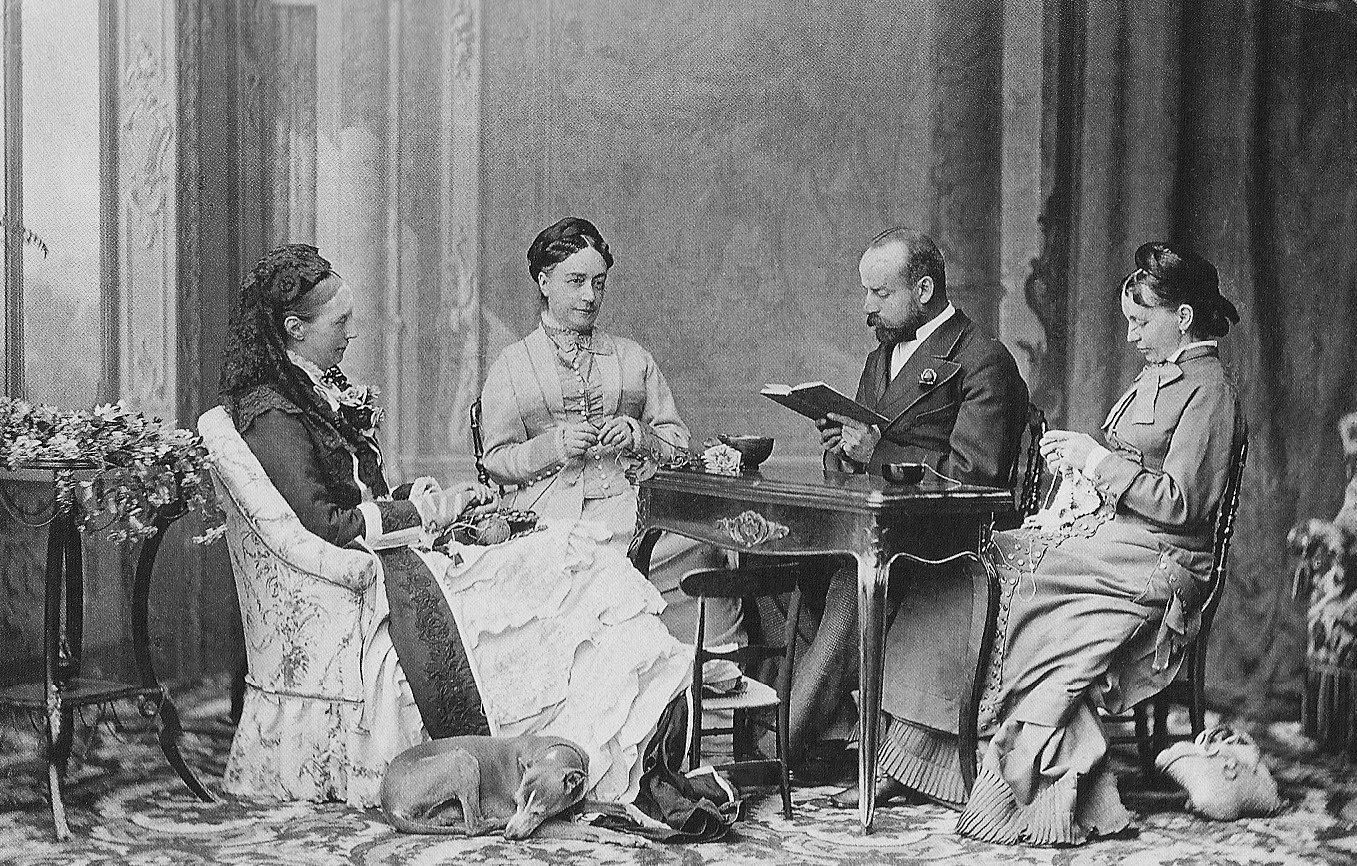
Чарльз Вудкок у Ніцці читає королеві Ользі (у кріслі) та двом фрейлінам

Карл I кілька разів ставав об'єктом скандалів через свою близькість з різними чоловіками. Перша «інтимна» давня «сердечна дружба» була з його генерал-ад'ютантом, бароном Вільгельмом фон Шпітцембергом. Іншим таким другом був Річард Джексон з Цинциннаті, секретар консульства США. Найбільш сумнозвісними стосунками Карла були стосунки з американцем Чарльзом Вудкоком, 30-річним чоловіком, з яким він познайомився 1883 року. Король зробив Вудкока своїм камергером і навіть підвищив його до фрайгера Вудкока-Севіджа в 1888 році. Карл I та Чарльз Вудкок стали нерозлучними, навіть з'являлися разом на публіці в однаковому одязі. Скандал стався не стільки через гомосексуальність короля, скільки через те, що Вудкок використовував своє становище, аби здійснювати значний вплив на кадрові рішення короля. Це не залишилося непоміченим пресою, і разом з політичним істеблішментом на чолі з прем'єр-міністром Германом фон Міттнахтом на короля чинився сильний тиск, щоб він відмовився від Вудкока. Однак у 1889 році Чарльз знайшов нового друга в особі Вільгельма Жоржа, технічного директора королівського театру. Стосунки з Жоржем тривали до смерті короля через два роки.

## Нагороди

### Велике герцогство Баденське
- Орден Вірності (Баден) (1830)
- Орден Церінгенського лева, великий хрест (1830)

### Вюртемберзьке королівство
- Орден Вюртемберзької корони, великий хрест (1837)
- Орден Фрідріха (Вюртемберг), великий хрест
- Орден Ольги (27 червня 1871) — засновник ордена.

### Прусське королівство
- Орден Чорного орла з ланцюгом
  - орден (20 травня 1841)
  - ланцюг (1861)
- Орден Червоного орла, великий хрест
- Королівський орден дому Гогенцоллернів, великий командорський хрест (22 вересня 1876)
- Князівський орден дому Гогенцоллернів, почений хрест 1-го класу

### Ганноверське королівство
- Орден Святого Георгія (Ганновер) (1855)
- Королівський гвельфський орден, великий хрест (1855)

### Королівство Італія
- Вищий орден Святого Благовіщення (13 квітня 1882)
- Орден Святих Маврикія та Лазаря, великий хрест (13 квітня 1882)
- Орден Корони Італії, великий хрест (13 квітня 1882)

### Інші країни
- Орден Андрія Первозванного (Російська імперія; квітень 1829)
- Орден дому Саксен-Ернестіне, великий хрест (квітень 1841)
- Орден Святого Губерта (Баварське королівство; 1841)
- Королівський угорський орден Святого Стефана, великий хрест (Австрійська імперія; 1845)
- Орден Білого Сокола, великий хрест (Велике герцогство Саксен-Веймар-Айзенаське; 19 вересня 1846)
- Орден Людвіга (Гессен-Дармштадт), великий хрест (22 жовтня 1848)
- Орден Заслуг герцога Петра-Фрідріха-Людвіга, великий хрест і золотою короною (Велике герцогство Ольденбурзьке; 17 жовтня 1853)
- Орден Леопольда I, велика стрічка (Бельгія; 1864)
- Орден Рутової корони (Саксонське королівство; 1864)
- Орден Святого Карла (Монако), великий хрест (24 вересня 1865)
- Орден Почесного легіону, великий хрест (Друга французька імперія; липень 1867)
- Орден Серафимів (Шведсько-норвезька унія; 17 жовтня 1879)
- Орден Золотого руна (Іспанія; 6 лютого 1888)
- Орден Слона (Данія; 23 червня 1889)
- Орден Підв'язки, закордонний лицар-компаньйон (Британська імперія; 23 квітня 1890)